# Вариационный ряд
Вариационный ряд (упорядоченная выборка) — последовательность {\displaystyle X_{(1)}\leqslant X_{(2)}\leqslant \cdots \leqslant X_{(n-1)}\leqslant X_{(n)}}, полученная в результате расположения в порядке неубывания исходной последовательности независимых одинаково распределённых случайных величин {\displaystyle X_{1},\ldots ,X_{n}}. Вариационный ряд и его члены представляют собой так называемые порядковые статистики, и используются в математической статистике как основа непараметрических методов. По функции распределения {\displaystyle F(x)} исходных случайных величин вычисляются распределения любого члена вариационного ряда и совместные распределения его членов.
Вариационный ряд служит для построения функции эмпирического распределения {\displaystyle {\hat {F}}(x)=\mu (x)/n} , где {\displaystyle \mu (x)} — число членов вариационного ряда меньших {\displaystyle x}, которая является оценкой функции распределения {\displaystyle F(x)} случайных величин {\displaystyle X_{1},\ldots ,X_{n}}. Согласно теореме Гливенко — Кантелли эта фундаментальная непараметрическая статистика сходится к функции распределения почти наверное.
Величина {\displaystyle X_{(k)}} называется k-й порядковой статистикой.
Крайние члены {\displaystyle X_{(1)}} и {\displaystyle X_{(n)}} называются экстремальными значениями вариационного ряда.
Промежуток {\displaystyle (X_{(1)},X_{(n)})} между крайними членами вариационного ряда называется интервалом варьирования, его длина {\displaystyle W_{n}=X_{(n)}-X_{(1)}} называется размахом выборки.
Величина {\displaystyle X_{(m+1)}} при нечётном {\displaystyle n=2m+1} или величина {\displaystyle (X_{(m+1)}+X_{(m)})/2} при чётном {\displaystyle n=2m} называется выборочной медианой и служит оценкой медианы распределения.